# The Rugby Championship 2018
The Rugby Championship 2018 war die siebte Ausgabe des jährlich stattfindenden Rugby-Union-Turniers The Rugby Championship, Nachfolger des seit 1996 bestehenden Wettbewerbs Tri Nations. An sechs Wochenenden zwischen dem 18. August und dem 6. Oktober 2018 wurde der Turniersieger in zwölf Spielen ermittelt. Jede der vier Nationalmannschaften spielte in einem Heim- und einem Auswärtsspiel gegen die jeweils anderen drei Teams. Neuseeland konnte den Titel erfolgreich verteidigen. Damit verteidigte man den Bledisloe Cup und den Freedom Cup, während sich Australien die Mandela Challenge Plate und die Puma Trophy sicherte.

## Tabelle
|    | Land        | Spiele | Siege | Unent. | Ndlg. | Spiel- punkte | Diff. | Bonus- punkte | Tabellen- punkte |
| -- | ----------- | ------ | ----- | ------ | ----- | ------------- | ----- | ------------- | ---------------- |
| 1. | Neuseeland  | 6      | 5     | 0      | 1     | 225:132       | + 93  | 5             | 25               |
| 2. | Südafrika   | 6      | 3     | 0      | 3     | 160:154       | + 6   | 3             | 15               |
| 3. | Australien  | 6      | 2     | 0      | 4     | 124:176       | − 52  | 1             | 9                |
| 4. | Argentinien | 6      | 2     | 0      | 4     | 151:198       | − 47  | 0             | 8                |

## Spiele und Ergebnisse

### Erste Runde
| 18. August 2018 19:45 AEST | Australien                                                                                      | 13 : 38       | Neuseeland | ANZ Stadium, Sydney Zuschauer: 66.318 Schiedsrichter: Jaco Peyper (Südafrika) |
| 18. August 2018 19:45 AEST | Versuche: Maddocks 66. erh. Erhöhungen: Foley (1/1) Straftritte: Hodge (1/1) 9. Foley (1/1) 20. | (6:5) Bericht | Versuche: Smith 38. n.erh. Goodhue 42. erh. B. Barrett 51. erh. Retallick 62. erh. Naholo (2) 73.n.erh., 74. erh. Erhöhungen: Barrett (4/6) | ANZ Stadium, Sydney Zuschauer: 66.318 Schiedsrichter: Jaco Peyper (Südafrika) |

| 18. August 2018 17:05 SAST | Südafrika | 34 : 21         | Argentinien                                                                          | Kings-Park-Stadion, Durban Zuschauer: 26.836 Schiedsrichter: Ben O’Keeffe (Neuseeland) |
| 18. August 2018 17:05 SAST | Versuche: Am 7. n.erh. Dyantyi (2) 31. n.erh., 41. erh. Mapimpi (2) 48. n.erh., 52. n.erh. de Klerk 69. erh. Erhöhungen: Pollard (2/6) | (10:14) Bericht | Versuche: Sánchez 14. erh. Matera 26. erh. Moroni 66. erh. Erhöhungen: Sánchez (3/3) | Kings-Park-Stadion, Durban Zuschauer: 26.836 Schiedsrichter: Ben O’Keeffe (Neuseeland) |

### Zweite Runde
| 25. August 2018 19:35 NZST | Neuseeland | 40 : 12        | Australien                                                        | Eden Park, Neuseeland Zuschauer: 46.153 Schiedsrichter: Wayne Barnes (England) |
| 25. August 2018 19:35 NZST | Versuche: B. Barrett (4) 12. erh., 37. erh., 61. erh., 68 n.erh. Moody 42. erh. Squire 47. erh. Erhöhungen: B. Barrett (5/6) | (14:7) Bericht | Versuche: Genia 28. erh. Hodge 54. n.erh. Erhöhungen: Foley (1/2) | Eden Park, Neuseeland Zuschauer: 46.153 Schiedsrichter: Wayne Barnes (England) |

| 25. August 2018 16:10 AST | Argentinien | 32 : 19        | Südafrika                                                                          | Estadio Malvinas Argentinas, Mendoza Zuschauer: 27.460 Schiedsrichter: Angus Gardner (Australien) |
| 25. August 2018 16:10 AST | Versuche: Delguy (2) 18. erh. 22. erh. Sánchez 26. erh. Moyano 45. n.erh. Erhöhungen: Sánchez (3/4) Straftritte: Sánchez (1/2) 4. Dropgoals: Sánchez (1/1) 36. | (27:7) Bericht | Versuche: Kolisi 13. erh. Mapoe (2) 47. erh., 64. n.erh. Erhöhungen: Pollard (2/3) | Estadio Malvinas Argentinas, Mendoza Zuschauer: 27.460 Schiedsrichter: Angus Gardner (Australien) |

### Dritte Runde
| 8. September 2018 19:35 NZST | Neuseeland | 46 : 24        | Argentinien | Trafalgar Park, Nelson Zuschauer: 21.404 Schiedsrichter: Pascal Gaüzère (Frankreich) |
| 8. September 2018 19:35 NZST | Versuche: Milner-Skudder 17. erh. Perenara (2) 29. n.erh., 57. erh. Read 48. erh. Frizell 73. erh. Goodhue 79. erh. Erhöhungen: Moʻunga (5/6) Straftritte: Moʻunga (2/2) 4., 40. | (18:7) Bericht | Versuche: Moyano 14. erh. Sánchez 41. erh. Boffelli 69. erh. Erhöhungen: Sánchez (3/3) Straftritte: Sánchez (1/2) 55. | Trafalgar Park, Nelson Zuschauer: 21.404 Schiedsrichter: Pascal Gaüzère (Frankreich) |

| 8. September 2018 20:05 AEST | Australien | 23 : 18         | Südafrika | Lang Park, Brisbane Zuschauer: 27.849 Schiedsrichter: Glen Jackson (Neuseeland) |
| 8. September 2018 20:05 AEST | Versuche: Hooper 1. erh. Toomua 32. erh. Erhöhungen: Toomua (2/2) Straftritte: Hodge (1/1) 40. Toomua (2/3) 54., 68. | (17:18) Bericht | Versuche: Mbonambi 13. erh. Mapimpi 27. n.erh. Erhöhungen: Jantjies (1/2) Straftritte: Jantjies (2/2) 6., 38. | Lang Park, Brisbane Zuschauer: 27.849 Schiedsrichter: Glen Jackson (Neuseeland) |

### Vierte Runde
| 15. September 2018 19:35 NZST | Neuseeland | 34 : 36         | Südafrika | Westpac Stadium, Wellington Zuschauer: 34.182 Schiedsrichter: Nigel Owens (Wales) |
| 15. September 2018 19:35 NZST | Versuche: J. Barrett 4. n.erh. Smith 15. erh. Ioane (2) 37. n.erh, 51. erh. Taylor 60. n.erh. Savea 73. n.erh. Erhöhungen: B. Barrett (2/6) | (17:24) Bericht | Versuche: Dyantyi (2) 19. erh., 56. n.erh. Le Roux 24. erh. Marx 31. erh. Kolbe 41. erh. Erhöhungen: Pollard (4/5) Straftritte: Pollard (1/1) 40. | Westpac Stadium, Wellington Zuschauer: 34.182 Schiedsrichter: Nigel Owens (Wales) |

| 15. September 2018 20:05 AEST | Australien                                                                                | 19 : 23         | Argentinien | Robina Stadium, Gold Coast Zuschauer: 16.019 Schiedsrichter: John Lacey (Irland) |
| 15. September 2018 20:05 AEST | Versuche: Genia 10. erh. Folau 18. erh. Haylett-Petty 54. n.erh. Erhöhungen: Toomua (2/2) | (14:17) Bericht | Versuche: Sánchez 14. erh. Delguy 35. erh. Erhöhungen: Sánchez (2/2) Straftritte: Boffelli (2/2) 4., 76. Sánchez (1/2) 47. | Robina Stadium, Gold Coast Zuschauer: 16.019 Schiedsrichter: John Lacey (Irland) |

### Fünfte Runde
| 29. September 2017 17:05 SAST | Südafrika | 23 : 12         | Australien                                                         | Nelson-Mandela-Bay-Stadion, Port Elizabeth Zuschauer: 41.332 Schiedsrichter: Jérôme Garcès (Frankreich) |
| 29. September 2017 17:05 SAST | Versuche: Dyantyi 1. erh. de Klerk 20. erh. Erhöhungen: Pollard (2/2) Straftritte: Pollard (3/3) 33., 40., 45. | (20:12) Bericht | Versuche: Hodge 25. n.erh. Genia 28. erh. Erhöhungen: Toomua (1/2) | Nelson-Mandela-Bay-Stadion, Port Elizabeth Zuschauer: 41.332 Schiedsrichter: Jérôme Garcès (Frankreich) |

| 29. September 2018 19:40 AST | Argentinien                                                                                          | 17 : 35        | Neuseeland | Estadio José Amalfitani, Buenos Aires Zuschauer: 30.362 Schiedsrichter: Mathieu Raynal (Frankreich) |
| 29. September 2018 19:40 AST | Versuche: Cubelli 58. erh. Boffelli 68. erh. Erhöhungen: Sánchez (2/2) Straftritte: Sánchez (1/1) 6. | (3:21) Bericht | Versuche: Ioane (2) 8. erh., 30. erh. Naholo 17. erh. Tuipulotu 55. erh. Lienert-Brown 73. erh. Erhöhungen: B. Barrett (4/4) Moʻunga (1/1) | Estadio José Amalfitani, Buenos Aires Zuschauer: 30.362 Schiedsrichter: Mathieu Raynal (Frankreich) |

### Sechste Runde
| 6. Oktober 2018 17:05 SAST | Südafrika | 30 : 32       | Neuseeland | Loftus-Versfeld-Stadion, Pretoria Zuschauer: 50.116 Schiedsrichter: Angus Gardner (Australien) |
| 6. Oktober 2018 17:05 SAST | Versuche: Kriel 44. erh. de Allende 52. erh. Kolbe 59. erh. Erhöhungen: Pollard (3/3) Straftritte: Pollard (3/3) 4., 13., 48. | (6:6) Bericht | Versuche: Smith 54. erh. Ioane 62. n.erh. S. Barrett 76. erh. Savea 79. erh. Erhöhungen: Richie Moʻunga (3/4) Straftritte: B. Barrett (2/3) 26., 36. | Loftus-Versfeld-Stadion, Pretoria Zuschauer: 50.116 Schiedsrichter: Angus Gardner (Australien) |

| 6. Oktober 2018 19:40 AST | Argentinien | 34 : 45        | Australien | Estadio Padre Ernesto Martearena, Salta Zuschauer: 20.512 Schiedsrichter: Jaco Peyper (Südafrika) |
| 6. Oktober 2018 19:40 AST | Versuche: Matera 2. erh. Boffelli 4. erh. Orlando 27. erh. González 31. erh. Erhöhungen: Sánchez (3/3) González (1/1) Straftritte: González (2/2) 38., 61. | (31:7) Bericht | Versuche: Hooper 14. erh. Rodda 44. erh. Folau 48. erh. Haylett-Petty (2) 51. erh., 66. erh. Pocock 64. erh. Erhöhungen: Foley (6/6) Straftritte: Foley (1/1) 75. | Estadio Padre Ernesto Martearena, Salta Zuschauer: 20.512 Schiedsrichter: Jaco Peyper (Südafrika) |

## Statistik

### Meiste erzielte Versuche
|    | Name               | Versuche | Land        |
| -- | ------------------ | -------- | ----------- |
| 1. | Beauden Barrett    | 5        | Neuseeland  |
| 1. | Aphiwe Dyantyi     | 5        | Südafrika   |
| 1. | Rieko Ioane        | 5        | Neuseeland  |
| 4. | Nicolás Sánchez    | 4        | Argentinien |
| 5. | Emiliano Boffelli  | 3        | Argentinien |
| 5. | Bautista Delguy    | 3        | Argentinien |
| 5. | Will Genia         | 3        | Australien  |
| 5. | Dane Haylett-Petty | 3        | Australien  |
| 5. | Makazole Mapimpi   | 3        | Südafrika   |
| 5. | Waisake Naholo     | 3        | Neuseeland  |
| 5. | Aaron Smith        | 3        | Neuseeland  |

### Meiste erzielte Punkte
|    | Name            | Punkte | Land        |
| -- | --------------- | ------ | ----------- |
| 1. | Nicolás Sánchez | 67     | Argentinien |
| 2. | Beauden Barrett | 61     | Neuseeland  |
| 3. | Handré Pollard  | 47     | Südafrika   |
| 4. | Aphiwe Dyantyi  | 25     | Südafrika   |
| 4. | Rieko Ioane     | 25     | Neuseeland  |